# Cezar
Cezar Florin Ouatu, född 18 februari 1980 i Ploiești, mer känd som bara Cezar, är en rumänsk sångare.

## Eurovision Song Contest
Den 9 mars 2013 vanns Rumäniens nationella uttagning, Selecţia Naţională, av Cezar vilket innebar att det var han som skulle representera Rumänien i Eurovision Song Contest 2013 med låten It's My Life. Låten tävlade först i Eurovision Song Contests andra semifinal där den gick vidare till final. I finalen hamnade låten på 13:e plats med 65 poäng.